# Stoughton (Wisconsin)
Stoughton es una ciudad ubicada en el condado de Dane en el estado estadounidense de Wisconsin. En el Censo de 2010 tenía una población de 12.611 habitantes y una densidad poblacional de 956,98 personas por km².

## Geografía
Stoughton se encuentra ubicada en las coordenadas 42°55′19″N 89°13′27″O / 42.92194, -89.22417. Según la Oficina del Censo de los Estados Unidos, Stoughton tiene una superficie total de 13.18 km², de la cual 12.74 km² corresponden a tierra firme y (3.34%) 0.44 km² es agua.

## Demografía
Según el censo de 2010, había 12.611 personas residiendo en Stoughton. La densidad de población era de 956,98 hab./km². De los 12.611 habitantes, Stoughton estaba compuesto por el 95.08% blancos, el 1.41% eran afroamericanos, el 0.25% eran amerindios, el 1.34% eran asiáticos, el 0.05% eran isleños del Pacífico, el 0.39% eran de otras razas y el 1.49% pertenecían a dos o más razas. Del total de la población el 1.82% eran hispanos o latinos de cualquier raza.